# 1973年飓风艾娃
飓风艾娃（英語：Hurricane Ava）是有纪录以来东北太平洋最强烈的热带气旋之一，也是1973年太平洋飓风季首场获命名的风暴。系统于6月上旬成形，并很快达到萨菲尔-辛普森飓风等级下的五级强度，成为有纪录以来第一个在6月形成的五级太平洋飓风，也是一年中形成日期最早的五级太平洋飓风。气旋的中心气压创下太平洋飓风的新低。虽然强度很高，但艾娃自始至终都在远离陆地的海上活动，没有造成显著影响。
为了研究这场风暴，人类使用了当时最先进的测量和侦察手段。他们不但启动多次侦察飞行任务，还试验了多种气象仪器。天空实验室计划的宇航员还从太空拍下这场飓风的照片。

## 气象历史
1973年6月2日，墨西哥瓦哈卡州萨利纳克鲁斯（Salina Cruz）以南约400公里海域有热带低气压形成。系统起初基本没有移动，于当晚增强成热带风暴，成为1973年太平洋飓风季首场获命名的风暴。艾娃缓慢向西移动，逐渐远离墨西哥，于6月3日升级成飓风。6月5日下午，气旋强化成大型飓风。次日，一架美国空军侦察机测得风暴风速达每小时250公里，中心气压915毫巴（百帕，27英寸汞柱），标志着艾娃成为1973年最强烈的太平洋飓风。
飓风艾娃的最强风力时速高达260公里，达到萨菲尔-辛普森飓风等级下最高的五级强度标准，也是继1959年后东太平洋形成的第一个五级飓风。艾娃快速增强期间，其风眼直径也逐渐缩小，气旋风速从每小时110公里提高到255公里期间，风眼直径缩小了6.5公里。风速从每小时165公里提高到255公里期间，风眼直径缩小了3.25公里。风暴中心915毫巴的气压比远离风暴的周边大气环境要低约100毫巴（百帕，3英寸汞柱）。
达到最高强度后，飓风艾娃从6月7日开始减弱并继续向西移动。6月7日时，系统风力时速为220公里，次日就降至185公里。6月9日，气旋风速降至低于每小时165公里，已经不再满足大型飓风标准，并于当晚降级成热带风暴。6月11日，安娜进一步弱化成热带低气压，然后转向北上，于6月12日消散。风暴残留以东风波形式同信风结合。

## 预报和观测

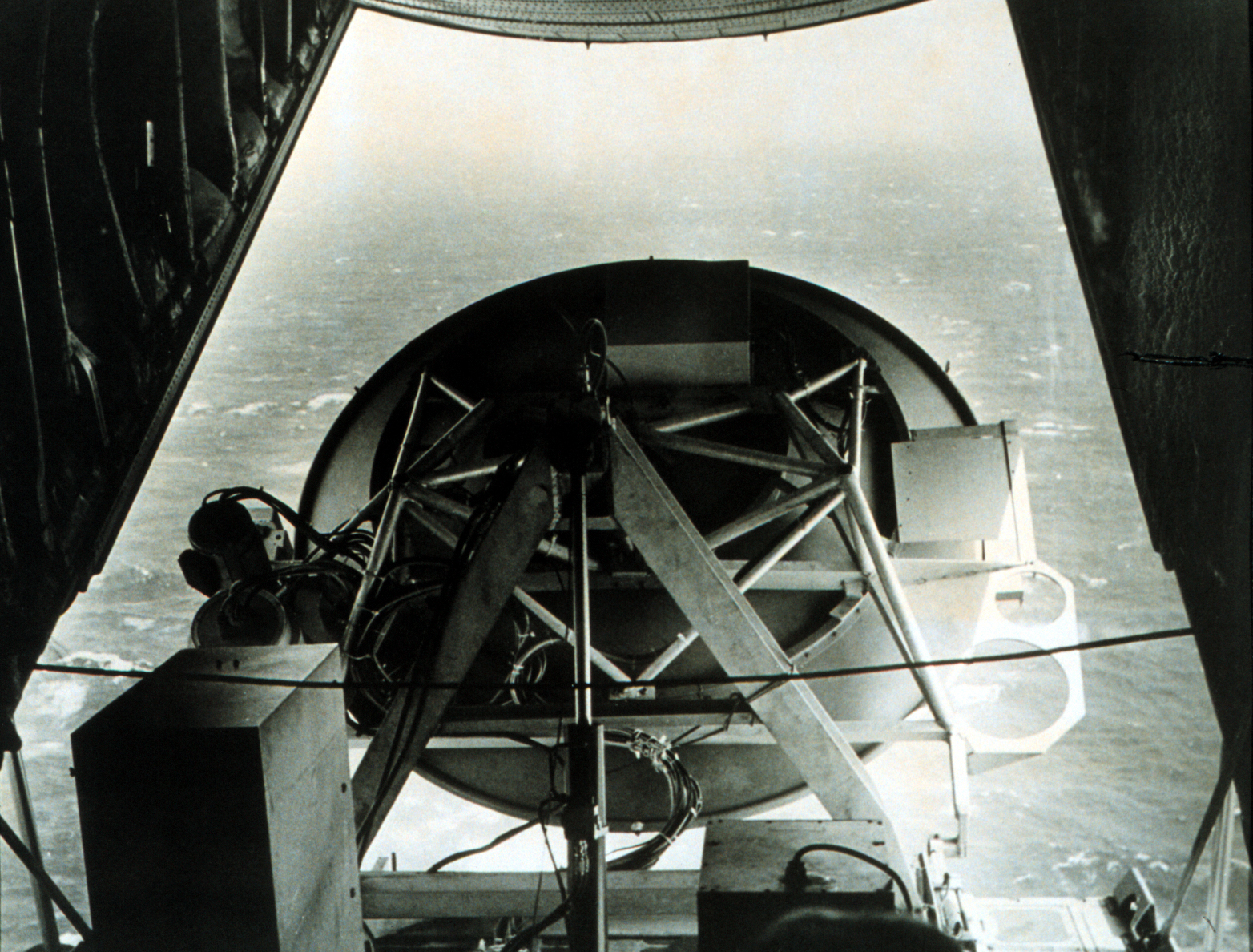
一架飞入飓风艾娃的C-130运输机尾部装载的微波雷达

气象部门在预测艾娃动向的过程中出现的误差较大，超过对1973年太平洋飓风季其它任何风暴的预测误差。美国国家飓风中心的5日预报误差达14°，这主要是因为气旋在热带低气压时期转向北上引起。
连续几天里，艾娃的位置恰好在天空实验室计划首次载人任务的正下方。宇航员拍下飓风的照片，据航天员约瑟夫·科文形容，飓风规模非常大，看起来就是“一个巨大的螺旋”，太空站窗户外的视野完全被艾娃占据，别的什么东西也看不见。宇航员还通过地球资源实验包裹传感器取得风暴的微波数据。天空实验室还动用散射仪对艾娃进行研究。但是，天空实验室的散射仪获得的数据存在降解，所以不及通常情况下取得的数据那样实用。
人类还通过-2和雨云5号气象卫星对艾娃进行观测。-2提供的照片用于估算飓风的最高风速。有3艘船只针对形成后不久、尚处热带风暴阶段的艾娃递交观测报告，这些报告和气旋存在期间的卫星图像都很实用。雨云5号卫星带有电子扫描微波辐射计和温湿度红外辐射计，两种仪器都在研究艾娃的过程中发挥作用。温湿度红外辐射计提供的数据主要用于估算云层温度，电子扫描微波辐射计的数据则主要用于计算降雨量、降水分布和降雨密度。这些观测得到的数据还表明，不是经垂直发展形成的云层同样能够产生热带降雨。
飓风艾娃是美国国家海洋和大气管理局所派侦察机飞入的第一场太平洋飓风，但在此以前，曾有其他机构派出飞机飞入过其他太平洋飓风。美国国家海洋和大气管理局的侦察机上装载有大量传感器，并通过雷波雷达系统和激光高度计测出艾娃激起的海浪高达12米。这也是人类首次采用这种方式测量热带气旋造成的恶劣海况。美国空军的飞机测得艾娃的中心气压、气温，并利用投落送获得风眼中的湿度和气压信息。从太空和空中收集数据是为了进行对比。总体而言，这样多样化的测量手段令飓风艾娃成为当时人类观测最全面的东北太平洋热带气旋。
| 最强烈的太平洋飓风                                  | 最强烈的太平洋飓风 | 最强烈的太平洋飓风 | 最强烈的太平洋飓风 | 最强烈的太平洋飓风 |
|                                                     | 飓风               | 年份               | 气压               | 气压               |
| 百帕                                                | 飓风               | 年份               | 英寸汞柱           |                    |
| --------------------------------------------------- | ------------------ | ------------------ | ------------------ | ------------------ |
| 1                                                   | 帕特里夏           | 2015               | 872                | 25.75              |
| 2                                                   | 琳達               | 1997               | 902                | 26.64              |
| 3                                                   | 里克               | 2009               | 906                | 26.76              |
| 4                                                   | 肯纳               | 2002               | 913                | 26.96              |
| 5                                                   | 艾娃               | 1973               | 915                | 27.02              |
| 5                                                   | 伊歐凱             | 2006               | 915                | 27.02              |
| 7                                                   | 瑪麗               | 2014               | 918                | 27.11              |
| 7                                                   | 奧迪爾             | 2014               | 918                | 27.11              |
| 9                                                   | 吉列尔莫           | 1997               | 919                | 27.14              |
| 10                                                  | 吉尔玛             | 1994               | 920                | 27.17              |
| 10                                                  | 瓦拉卡             | 2018               | 920                | 27.17              |
| 列表僅適用於在赤道以北及 國際日期變更線以東的太平洋 |                    |                    |                    |                    |

## 影响和纪录
飓风艾娃存在期间始终位于海上，因此没有任何报道表明这场风暴造成人员丧生或破坏。不过，气旋达到热带风暴强度并获名“艾娃”（Ava）后不久，有3艘船只测得的风速略低于烈风强度。此外，6月9至10日，风暴激起的大浪在南加州海岸产生危险的潮汐和强烈的离岸流。纽波特比奇和长滩的浪高分别达到2.7和1.8米，海豹滩也有2.4米。大浪令沙滩变得更加危险，南加州各海滩的救生员队伍人数达到往常的2到3倍，海豹滩和纽波特比奇的救生员分别进行了35和75次救援。
飓风艾娃创下许多纪录，虽有多项已被打破，但任有少数维持至今。艾娃的五级飓风强度保持到1973年6月7日，此后要过7712天，才有1994年的飓风艾米利亚于1994年7月19日达到五级强度。这一时间跨度之大，比有纪录以来世界上任何海域两场接续的五级飓风间隔时间都要长。1994年的飓风吉尔玛于7月24日达到五级标准，又与飓风艾米利亚一起创下五级飓风间隔时间的最短纪录。艾娃在五级标准下保持了24小时，创下新纪录，但这一纪录之后由同样1994年的飓风约翰打破，此后1997年的飓风琳达和飓风伊欧凯都超过了艾娃的纪录。此外，飓风艾娃至今仍是赤道以北西半球在6月存在过的最强热带气旋。
美国国家气象局发言人称：“艾娃处于最高强度时，其持续风速约有180节，阵风时速达200节”（分别相当于每小时333.36公里和370.4公里）。但无论是官方发布的“最佳路径”（Best track）数据，还是《每月天气回顾》上季度总结的数据都远远不及，认为这场飓风的最高风速为140节（相当于每小时259.28公里）。如果气旋风速真如这位发言人所言，那么艾娃就是有纪录以来地球上最强烈的热带气旋之一。但是，如此之高的风速本身就存在可疑。
飓风艾娃915毫巴（百帕，27英寸汞柱）的最低气压也创下东北太平洋飓风的新纪录；此后虽先后被飓风琳达、里克、肯纳和帕特里夏超越，但至今仍是史上第五强太平洋飓风。同时，琳达和里克的气压都是按卫星图像估算得出，所以如只计测得气压，艾娃的纪录就要保持到2002年10月下旬才被肯纳超越。不过，考虑到东北太平洋的地球同步卫星观测直到1966年才启动，所以此前的气象纪录可能不够可靠。艾娃的气压纪录本身也有欠完整，测得915毫巴气压时，风暴尚属四级强度，达到五级强度后唯一一次测得的气压值反而更高，有928毫巴（百帕，27.4英寸汞柱）。这两项因素表明艾娃的实际最低气压可能低于915毫巴，也可能会有比艾娃更强烈的其它东太平洋气旋存在。